# Thordisa
Thordisa là một chi sên biển, nhóm con sên biển mang trần thuộc nhánh Doridacea, là động vật thân mềm chân bụng không vỏ sống ở biển trong họ Dorididae.

## Các loài
Các loài thuộc chi Thordisa bao gồm:
- Thordisa azmanii Cervera & Garcia-Gomez, 1989
- Thordisa bimaculata Lance, 1966
- Thordisa filix Pruvot-Fol, 1951
- Thordisa villosa Alder & Hancock, 1864